# Sicyopus nigriradiatus
Sicyopus nigriradiatus és una espècie de peix de la família dels gòbids i de l'ordre dels perciformes.

## Morfologia
- Els mascles poden assolir 5,6 cm de longitud total.[4]

## Hàbitat
És un peix de clima tropical i bentopelàgic.

## Distribució geogràfica
Es troba a Oceania: Pohnpei (est de les Illes Carolines, la Micronèsia).

## Observacions
És inofensiu per als humans.